# پاتریک کرامر
پاتریک کرامر (انگلیسی: Patrick Cramer؛ زادهٔ ۳ فوریهٔ ۱۹۶۹) دانشمند در زمینه زیست‌شیمی اهل آلمان و از دریافت‌کنندگان صلیب نشان افتخار شایستگی جمهوری فدرال آلمان است.